# Lophuromys dudui
Lophuromys dudui — вид родини мишеві.

## Морфологія
Невеликого розміру, з довжиною голови й тіла між 89 і 124 мм, довжина хвоста від 51 до 72 мм, довжина стопи між 17,2 і 20,9 мм, довжина вух між 11 і 16.2 мм. Зовні не відрізняється від Lophuromys aquilus від якого відрізняється тим, що вуха і ступні дрібніші.

## Поширення
Цей вид поширений на північному сході Демократичної Республіки Конго. Живе в рівнинних лісах і саванових водно-болотних угіддях.

## Звички
Це наземний вид.